# Estadio Olímpico de Oaxtepec
El Estadio Olímpico de Oaxtepec es un estadio multiusos de la ciudad de Oaxtepec en el estado de Morelos. Se encuentra ubicado dentro del Centro Vacacional IMSS Oaxtepec, un complejo destinado a la recreación turística. Cuenta con un aforo de 9000 personas, y fue casa del Club de Fútbol Oaxtepec que llegó a militar en la Primera División de México. Es el cuarto estadio más grande del estado de Morelos, sólo después del Coruco Díaz de Zacatepec, el Mariano Matamoros de Xochitepec y el Centenario de Cuernavaca. Actualmente es casa del Sporting Canamy, en la Segunda División.

## Instalaciones
El centro vacacional cuenta, además del estadio de fútbol con pista de atletismo, con numerosas atracciones turísticas como, albercas olímpicas y semiprofesionales, hotel, sala de convenciones, cine, canchas de básquetbol, lago artificial, invernadero, teleférico y funicular. Es un centro dedicado al esparcimiento y recreación de los turistas. El estadio fue creado para las competencias de fútbol de la ciudad, y la profesionalización del club que había fundado el IMSS.

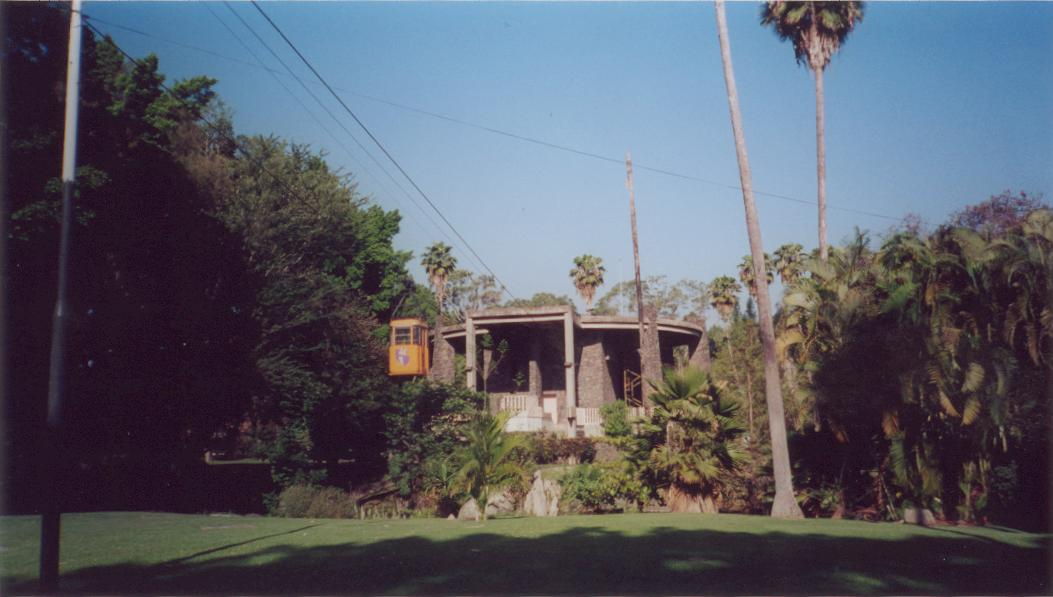
Teleférico que enlaza al estadio en el centro vacacional.